# Vikash Dhorasoo
Vikash Rao Dhorasoo (Harfleur, 10 de octubre de 1973) es un exfutbolista francés. Su posición era mediocampista y su último equipo fue el Livorno del Calcio. Fue internacional con la selección de fútbol de Francia en la Copa Mundial de Fútbol de 2006.

## Trayectoria
Dhorasoo nació en Harfleur, cerca de en Le Havre (Normandía), sus padres nacieron en la isla de Mauricio, pertenecen a la etnia Telugu, y sus ancestros habían emigrado del estado de Andhra Pradesh en la India. Dhorasoo comenzó su carrera futbolística, con 23 años, en el Le Havre AC, donde debutó en agosto de 1993 en un empate a 0-0 con el AS Saint-Etienne. Tras cinco años en el Le Havre, pasó a jugar en el Olympique de Lyon en 1998. 
Pasó brevemente por el Girondins de Burdeos de 2001 a 2002. Con el Lyon ganó dos Ligas 1 en 2003 y 2004. En abril de 2004, Dhorasoo firmó un contrato de dos años con el AC Milan italiano. Fue suplente en la final de la Liga de Campeones de la UEFA 2005, en la que el Liverpool derrotó al Milan en la tanda de penaltis, pero se proclamó subcampeón.
Dhorasoo regresó a Francia en 2005, para fichar por el París Saint-Germain (PSG). Formó parte de la plantilla del PSG que ganó la Coupe de France 2006, al marcar un golazo desde 25 metros en la final y asegurar la victoria contra su acérrimo rival, el Marsella.
Dhorasoo es el primer futbolista de origen indio en jugar un mundial.Si bien jugó pocos minutos durante el mundial, en agosto del 2006 se supo que quería transformar las filmaciones que había hecho dentro del equipo durante el campeonato, en una película llamada Substitute, que se estrenaría presuntamente en el 2007. A muchos miembros del equipo francés la noticia no les cayó bien, y el entrenador Raymond Domenech pidió incluso no ser incluido en la película a estrenarse.
A mediados de la temporada 2006/07 fue despedido del PSG por sus acumulados actos de indisciplina. Al conocer la noticia el jugador amenazó con demandar al club por despido improcedente.
En julio fichó por el Livorno de la Serie A italiana, firmando un contrato de un año por razón de 600.000 y prorrogable en función del rendimiento que ofreciera. En el Club de la Bella Toscana no llega a ofrecer un buen rendimiento por lo que rescinde unilateralmente el contrato que lo unía dicho club. Tras su fracaso en el Club Italiano, decide volver al club de su debut, el Le Havre, en esos momento en la Segunda División Francesa, pero al final el trato se rompe y termina retirándose a principios del 2008.
Dhorasoo se presentó, al frente de una candidatura ciudadana, a las elecciones municipales de París que tenían que celebrarse en marzo de 2020.

## Clubes
| Club                  | País    | Años      |
| --------------------- | ------- | --------- |
| Le Havre AC           | Francia | 1993-1998 |
| Olympique Lyonnais    | Francia | 1998-2001 |
| Girondins de Bordeaux | Francia | 2001-2002 |
| Olympique Lyonnais    | Francia | 2002-2004 |
| AC Milan              | Italia  | 2004-2005 |
| Paris Saint Germain   | Francia | 2005-2006 |
| Livorno               | Italia  | 2007      |